# 鋼筆

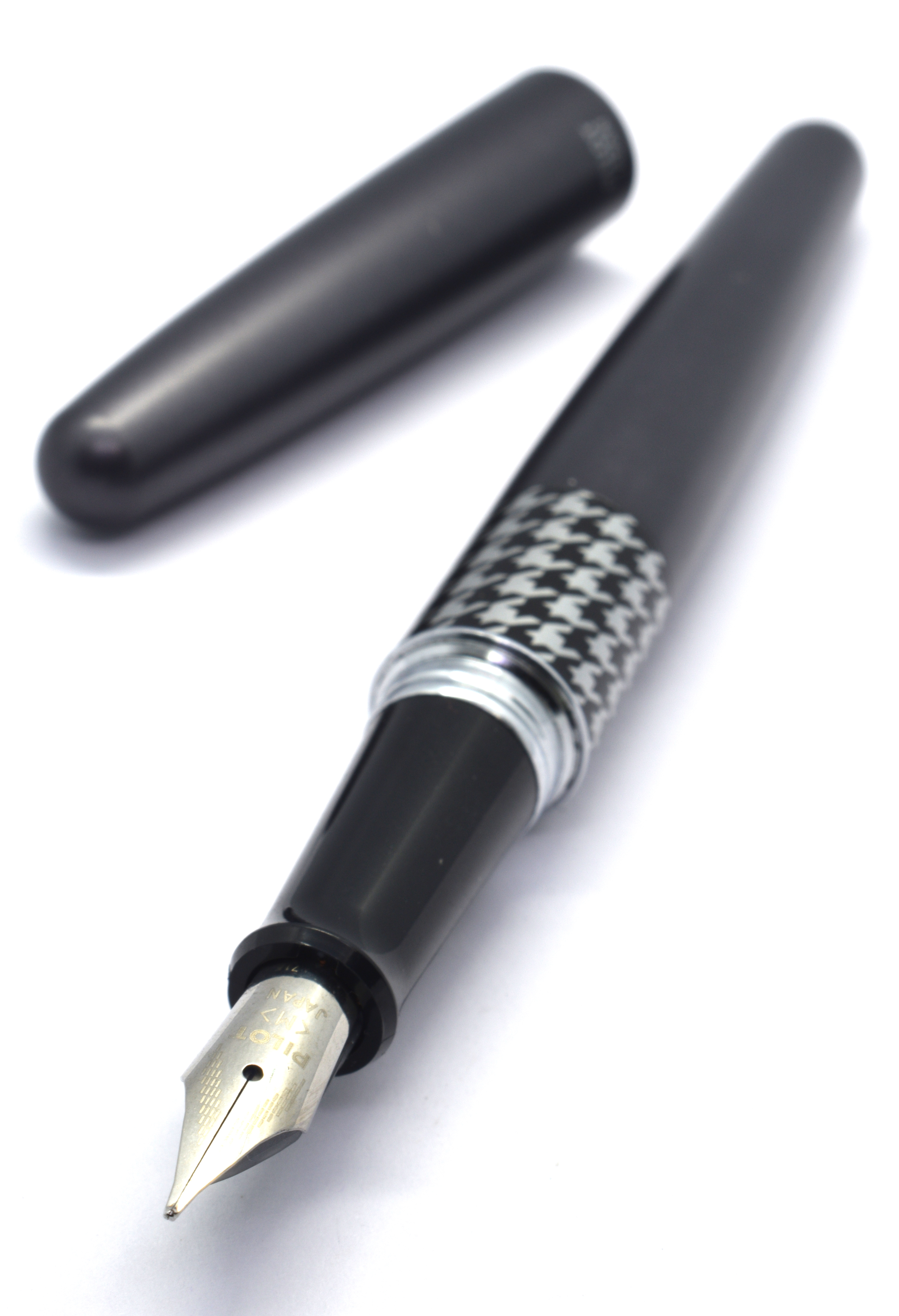
鋼筆

鋼筆（英語：fountain pen）又名墨水筆，是沾水筆的進化版，不需要像沾水筆般每次書寫都不斷地沾墨水，是一種筆桿內藏水性墨水透過重力和毛細管作用持續供墨予筆尖的書寫工具。
鋼筆的墨水一般可再填充，照字面的自來水筆的意思便是可抽墨，再細分為活塞上墨、吸墨器、壓囊上墨、拉桿上墨、真空上墨或更罕见的潛艇上墨等。
現代鋼筆還可以用更換卡式墨水管的方式補充墨水的，在上世紀末還出現了不能補充墨水，但預存量較多的超低價一次性鋼筆。
鋼筆是第一種使用液態墨而不用每寫數字便沾墨水的筆，也可以不用隨身帶著墨水瓶或墨盒之類的工具，預先裝了液態墨的容器。鋼筆也是構造最複雜的筆，所以雖然在二十世紀前中期是最重要的書寫工具，但現在已經不及原子筆廣泛使用了。

## 歷史與優缺點

### 發展歷史

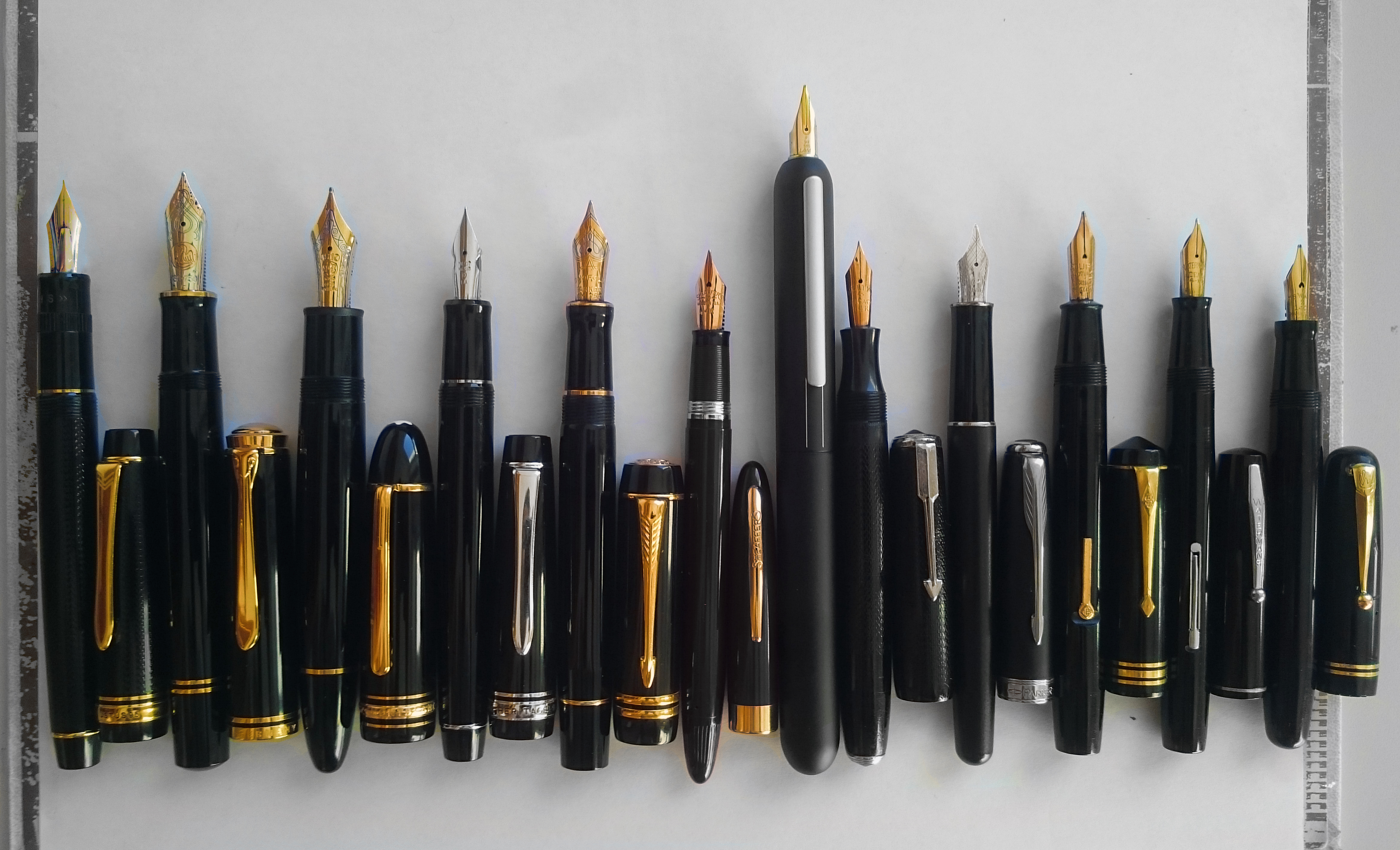
从左到右：
(1)Pilot Justus 95;
(2)Pelikan Souverän M1000;
(3)Montblanc Meisterstück 149;
(4)Pilot Heritage 912;
(5)Parker Duofold Centennial;
(6)Sheaffer Snorkel Admiral;
(7)Lamy Dialog 3;
(8)Welty;
(9)Parker Sonnet;
(10)Conway Stewart 55;
(11)Waterman Thorobred;
(12)Mabie Todd Swan 3220。

關於蓄水鋼筆最早的歷史記錄可追溯到10世紀，是直接把墨水滴進筆桿的空位，這種最早的蓄水鋼筆一直使用到18世紀，因為很易漏墨所以從未被普及過。鋼筆發展進程很緩慢，不過，直到第19世紀初期，在生產過程中發明了一種穩定加速流的鋼筆專利。
只有3點關鍵的發明，卻使鋼筆成為廣泛受歡迎的書寫工具。這些發明就是：銥製的金鋼筆尖、硬橡膠和能裝載在筆身內部的儲墨裝置。
鋼筆是僅次木鉛筆後第二種現代化書寫工具，亦是除了使用可擦的石墨的鉛筆外，第一種可以不帶墨水瓶，並使用不易擦掉的墨的書寫工具。
第一種使用了上面三大關鍵發明的鋼筆，約在1850年代被製造出來。但直到1880年代時，才開始大量生產。美國的（Waterman）和「沃特」（Wirt）是當時主要的生產者，工廠各自在紐約、布魯明岱爾和費城。華特曼後來併吞了沃特，變成以鋼筆為專業的大公司，一直到1920年代才逐漸沒落。

## 鋼筆的構造
鋼筆通常由筆蓋、握位總成、筆桿、上墨/儲墨機制構成。握位總成通常包括筆尖金屬片、筆舌。材質方面，並不限於鋼材或塑膠，也有木質的筆身和筆蓋，或以金、银等金属制造。

### 筆蓋
或叫筆帽，主要的功能在於保護筆尖，防止墨水蒸發。鋼筆於不用時也須套上筆蓋，相對於原子筆、鉛筆等這是使用上很重大的差異。
為了便於攜帶.筆蓋上會附有一筆夾以便固定於口袋，筆夾的設計也常見設計者的巧思，例如部分鋼筆的設計筆夾是可以調整鬆緊度的，為了便於抽拔筆夾尾端有的設有滾輪，各筆廠也會設計特殊造型.作為品牌辨識用途.
現代鋼筆為了加強氣密性以減少墨水揮發，會在筆套內層用比較有彈性的材料再作一層氣密套。早期筆款為了避免因鋼筆從筆蓋抽出時真空造成筆尖漏墨，會在筆蓋上鑽一個小孔以平衡壓差。
鋼筆套上筆蓋時，筆蓋與筆身通常用下列方式固定：
- 螺牙鎖固
- 彈性簧片夾緊
- 卡榫－夾爪
- 磁性輔助

### 筆尖
筆尖片上各部位名稱及功用如下：

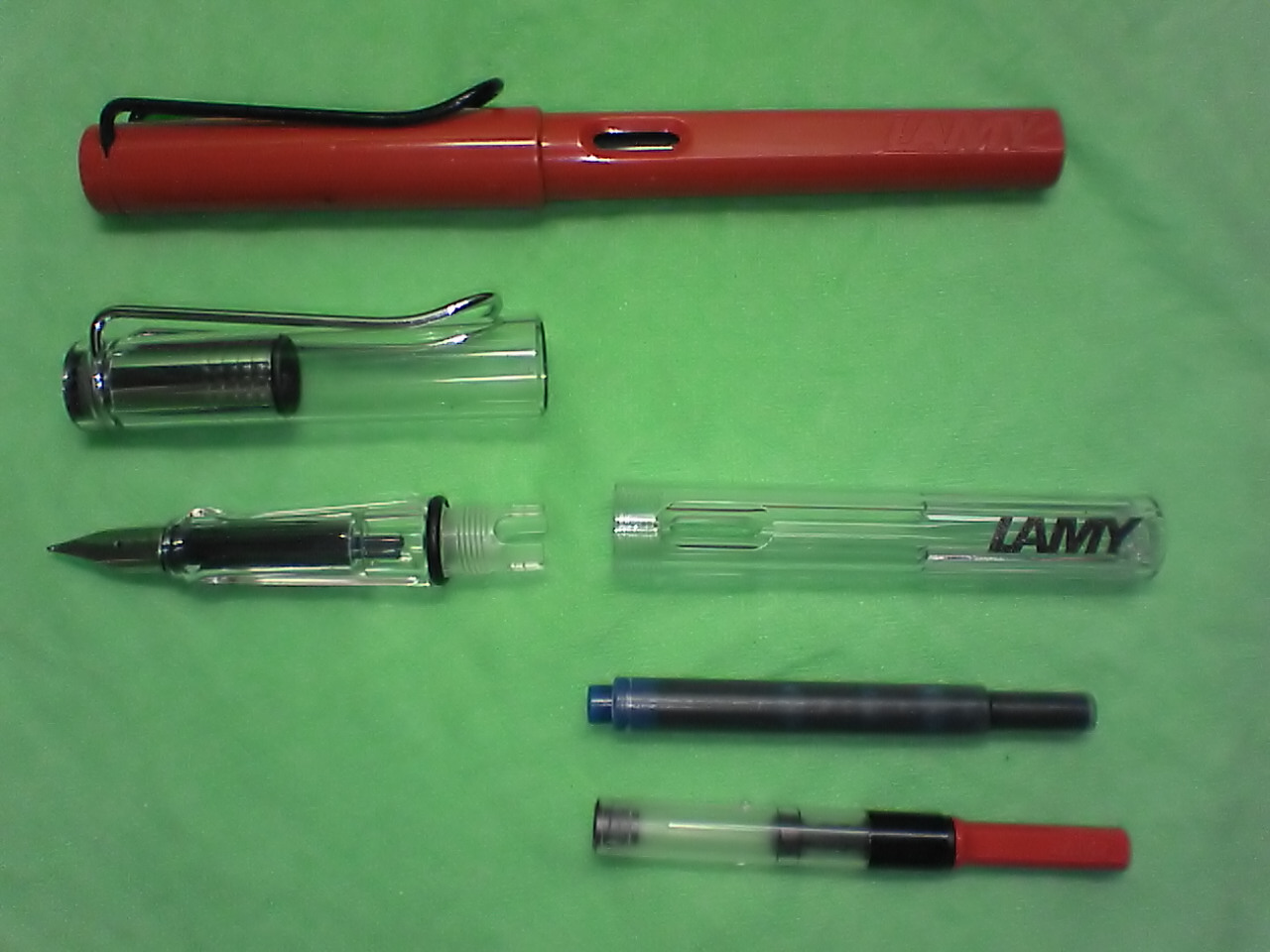
鋼筆的內部構造
（上方为 LAMY safari，下方为拆解后的 LAMY vista）

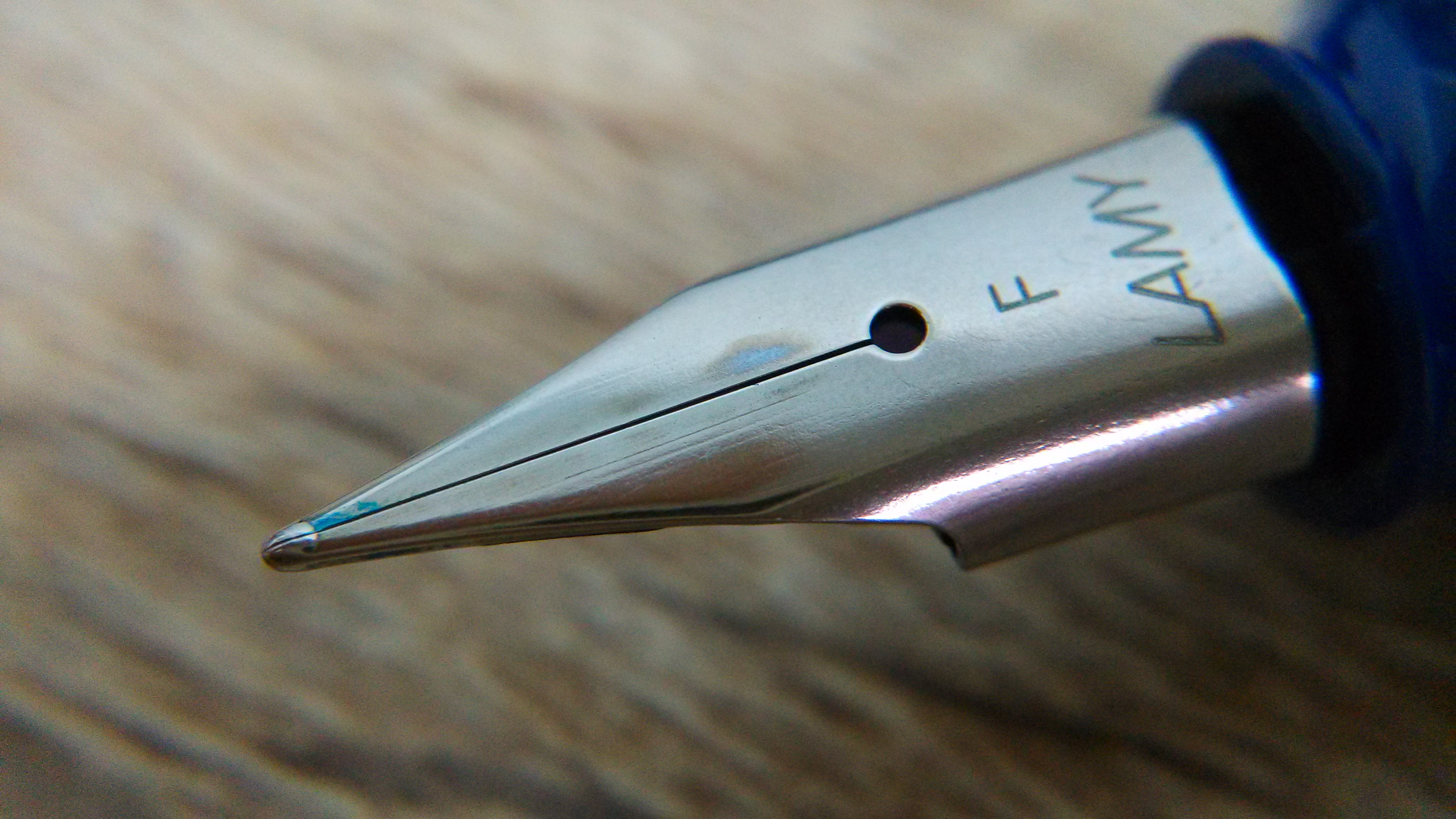
鋼筆筆尖特寫

- 銥粒：現代鋼筆筆尖，跟紙接觸處均焊上一小塊球形鉑銥合金通常稱為銥粒，較新式的可改用鎢或鉻合金，但繼續沿用舊名稱銥粒，三者皆為最硬最耐磨之元素。銥粒可以說是鋼筆書寫的最關鍵的部分，銥點打磨的大小,決定筆幅的粗細,由細到粗為UEF-EF-F-M-B尖到BB尖,另外還有各式特殊尖。以上筆尖尺寸在僅為相對之比較，在業界並無一致的量化規定。故有可能A廠的F尖比B廠的M尖還粗。日本鋼筆的筆尖會比同規格歐美洲鋼筆筆尖細。
- 中縫：連接銥粒的是後方的中縫（Slip），該縫係於銥粒焊接於筆尖片後以薄鋸切割而成，其作用係利用該縫隙之毛細作用提供穩定的供墨。
- 心孔：隙縫的末端通常會連接一個孔，除了便於空氣流動平衡壓力外，於筆尖細縫末端設置一圓整的孔洞，可避免應力集中導致筆尖細縫發生裂縫增張。

筆尖需要耐磨，故筆尖通常焊有銥粒，除此之外整個筆尖片長期與墨水接觸需要耐蝕，依CNS規範筆尖的材質有兩類
- 第一種：14k以上含黃金的的K金尖。
- 第二種：以316、316L、316JI、316JIL材質之不鏽鋼或鍍金尖。

除此外也曾見其他材質，如鈀銀合金，钛尖等。另部份中国大陸制钢笔筆尖也能見到14K以下合金制作之笔尖。
黃金由於質軟，要作為筆尖得摻配其他材料成為K金。按黃金佔全中之比例標示，100％黃金標示為24K，75%黃金則標示為18K。另有時標示為C或CT，18K、18C、18CT成色相等。另外，鍍金的標示為GP（Gold Plated），應注意不要誤認為K金。按配方不同K金顏色由偏紅、偏黃乃至白色，白色的K金稱為白K金，較稱為白金恰當。可避免與鉑混淆。
依不同的个人的書寫習慣和语言，笔尖有不同的选择。通常罗马字母书写所用笔尖比汉字书写使用笔尖的铱粒更粗大。

### 筆舌
筆舌主要功能為穩定、順暢的將墨水由筆身內儲墨裝置輸送至筆尖，並作為筆尖固定之基座。
筆舌通常有下列構造：
1. 供墨道
2. 墨鰭
3. 通氣道（必要時氣管會延伸至墨囊內部）

筆舌通過供墨道利用毛細現象連續得輸送墨水至筆尖，通氣道用以平衡儲墨裝置內外的氣壓使墨水得以連續供應筆尖。墨鰭儲存較多墨水，使間隔使用期間筆尖仍有餘墨，能一筆出墨。墨鰭在筆舌中並非必要，在許多平價筆中均與予以省略，另通氣道也可以利用握位與筆舌間間隙適當的配置予以省略。筆舌的製造通常採用注塑成型或以硬橡膠車削而成，後者工序較為繁複.現已逐漸被淘汰。

### 握位
用管狀材料包覆、固定筆尖與筆舌形成的組件稱為握位。
握位與握持之舒適性關係密切，除常見的圓型斷面外，各種符合人體工學的設計也常運藏著設計者的巧思，另握位之磨擦力、軟硬、尺寸、形狀與書寫之手感關係密切。

### 筆桿
連接握位包覆儲墨裝置之管狀構稱為筆桿。
筆桿材質、造型多變。使用者可以根據書寫習慣,挑選粗細,長短,重量適中的筆款.

### 上墨系统
上墨系统常見的有卡式墨水管、吸墨器、壓囊上墨、活塞上墨、滴入式上墨、拉桿上墨、潛艇上墨等方式：
- 現代化鋼筆的上墨系統：
  - 預先注滿墨的一次性鋼筆。
  - 卡式：參見下文的墨水芯。
  - 吸墨器（Converter）：可拆卸式儲墨系统，目前鋼筆上墨機制的主流方式，而原則上這類筆都可以用一次性的墨水芯。

- 傳統上墨系統，都是在筆桿內有個固定的空間貯墨，把筆嘴連桿放進墨水瓶吸墨。除了直接墨水滴在筆桿外，其他分為:一以筆桿本身做貯墨室便像滴入式的高容量，在筆桿外有控制抽放墨水的掣，而且比滴入式安全。二在筆桿內有一個抽墨的囊和泵，需要打開筆桿才可以操作的，優點是比以全筆儲墨更安全，但儲墨量較少僅與可拆吸墨器相仿。
  - 滴入式：在華特曼前的早期貯墨型鋼筆，墨水直接儲藏在握位後方的筆管內，補充墨水時旋開握位直接以滴管將墨水注入筆管，優點是儲墨量大，缺點是容易滲墨造成污染。而因為可拆吸墨器或墨水芯的筆型也能使用本法，而用透明塑膠制筆桿者也可以見到墨水存量和顏色，美觀方便而被復興中。
  - 活塞上墨：屬上述第一種裝置，實際把整個筆桿做固定的吸墨器，比滴入方便和儲墨量大，握位後方連接一段中空套筒，套筒內有一活塞連動於筆尾之旋紐可受該旋紐之控制於套筒中前後作動，當活塞後退時便於套筒內形成負壓，便可經由筆尖將墨水吸入並儲存於套筒中。因為採用透明塑膠筆桿的款式，可以看見墨水的顏色和存量，而且墨水顏色和透明膠一起會顯得晶瑩美艷，故在某程度上復興中。
  - 壓囊上墨：屬第二種上墨裝置，握位後方連接一橡膠或矽膠材質之墨囊，墨囊內部即為儲墨之空間，通常墨囊外側會有一U形簧片保護墨囊，上墨時透過簧片擠壓墨囊排出空氣，解除壓力後利用墨囊回復原來形狀的負壓吸入墨水。
  - 拉桿上墨：為壓囊上墨的一種變形。在筆桿上裝設一支拉桿，上墨時扳動拉桿壓迫筆桿內之墨囊上墨。
  - 月牙上墨：亦為壓囊上墨的一種變形，但屬於第一類以全筆桿儲墨的設計。在筆桿上裝設一弧形（月牙狀）之按鈕，平時平貼於筆桿之弧形卡榫穿過筆桿與弧形按鈕間之縫隙，以防誤觸上墨機制，上墨時移除卡榫使月牙形卡榫得以下壓，壓迫筆桿內之墨囊上墨。
  - 錢幣上墨：亦為壓囊上墨的一種變形，但屬於第一類以全筆桿儲墨的設計。在筆桿上開一長孔，上墨時將錢幣插入長孔以壓迫筆桿內之墨囊上墨。
  - 潛艇上墨：筆舌中藏有一鋼製呼吸管，於吸墨時伸出，透過筆尾之上墨尾桿排出空氣後造成負壓而吸入墨水，可以徹底吸乾瓶中的墨水，此方法為西華早期專利，構造複雜於1962年後已未生產此構造之鋼筆。

## 方便或低價的墨水筆
墨水筆仍然能夠作為一線活躍的書寫工具，是因為一直也有發展和使用新的供墨系統，並推出大眾化的款式。但這類筆嚴格上和本意的英文的噴泉筆(Fountain pen)或中文的自來水筆有別，即不再以氣壓控制吸噴墨的方式上出墨的，但和傳統墨水筆一樣是仍然繼承了沾水筆的筆嘴流出方式，所以仍然屬於鋼筆的發展型。

### 墨水芯
即上文的「卡式上墨」系統。

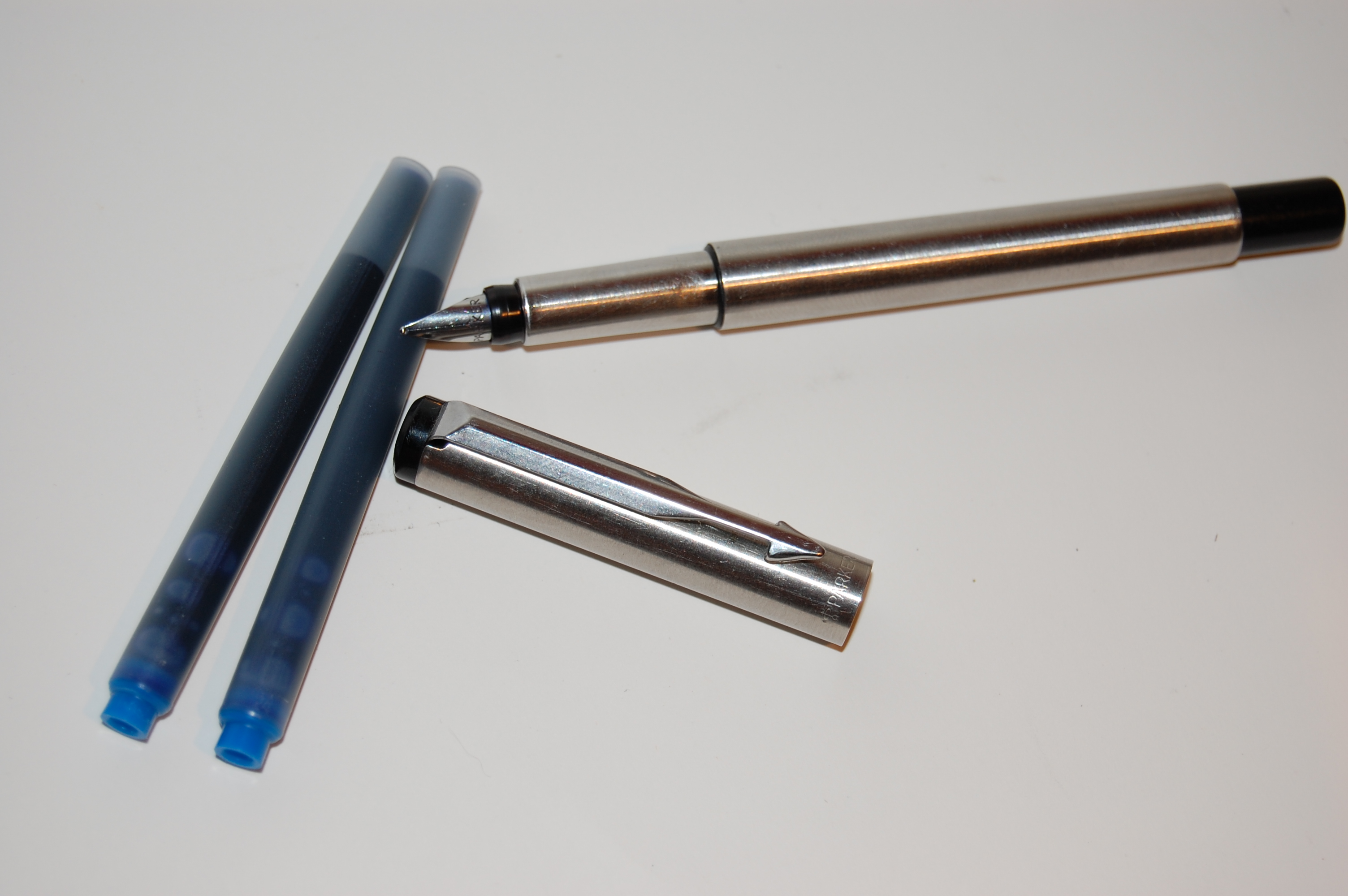
派克墨水筆和其墨芯

其替芯Cartridges譯作墨水芯、墨膽、墨水囊、卡式墨水管，屬一次性使用的簡易供墨系統，現代已經是最常見的上墨方式了。由華特曼首先推出并挽救了該公司和墨水筆被原子筆所淘汰的命運。
墨水管是將墨水封裝於密閉的墨水管，使用時再安裝於握位後方，利用突出於握位後方的導墨管刺破墨水管的封口，或頂開封閉墨水管的小珠讓墨水得以沿著導墨管流向筆尖，封閉墨水管的小珠另有一個功能，由於墨水管容積不大所存的墨水的重量可能不足以克服墨水與墨水管璧間的附著力（毛細現象），導致墨水積存於墨水管上方無法流入筆舌，此時墨水管內的小珠隨著書寫動作在墨水管內的運動即足以破壞墨水附著於墨水管璧的附著力。
Cartridges不同原子筆的refill包括了全新的筆嘴，只是單純供墨而繼續使用舊的筆嘴。其實在十九世紀便出現了實驗品，但在五十年代美國量產化的一次性的使用的預先上墨膠囊，擁有像原子筆一般可以直接換芯的方便，不易弄污手甚至比原子筆芯更便宜。而墨水芯另一優點是實際上在歐洲或美洲很多品牌規格統一的，中國多個品牌通用的另一種相似規格的墨水芯*，所以不同牌子可以調換相似的墨水芯，而部分品牌共用稱為歐標墨水芯，除了不同的品牌的墨水配方略有差異外，規格上只有長芯和短芯及墨的顏色不同之別。
雖然Cartridges不貴又方便，但在很多地方不普及，因為一般售賣鋼筆的店都不提供所有同牌子的鋼筆的專用墨水芯，人們常誤會鋼筆就是抽墨的，僅發售瓶裝墨水。

### 超低價位的墨水筆
最近更出現了一些超低價的鋼筆，單價約在港幣十元上下的超低價等級。不只是由塑膠制造並未經裝飾的筆桿和筆帽，更為不需要清洗筆嘴和刻意保養的，放棄使用貴價的半永久筆嘴和筆尖，筆尖僅為不鏽鋼制造和筆嘴一體成形，甚至間有塑膠制造的，所以大大節省成本。
如日本的百樂文具首創的一次性鋼筆，飛龍文具更發明了使用全塑膠制造筆嘴的鋼筆，屬於專利性的新發明。亦有指部分的一次性鋼筆其實可以再上墨的，但僅純因為內有蓄水纖維在毛細管作用下自然吸墨，而非使用泵之類的空氣壓力工具，所以貯墨量較少的。
還有一種雖然可以使用可拆式的吸墨器，但並不隨筆附送而預期用家只用芯，可能是日本的白金文具首創。而中國制的商品稱為直液式鋼筆以別於傳統抽墨式鋼筆(即字面上的自來水筆)。

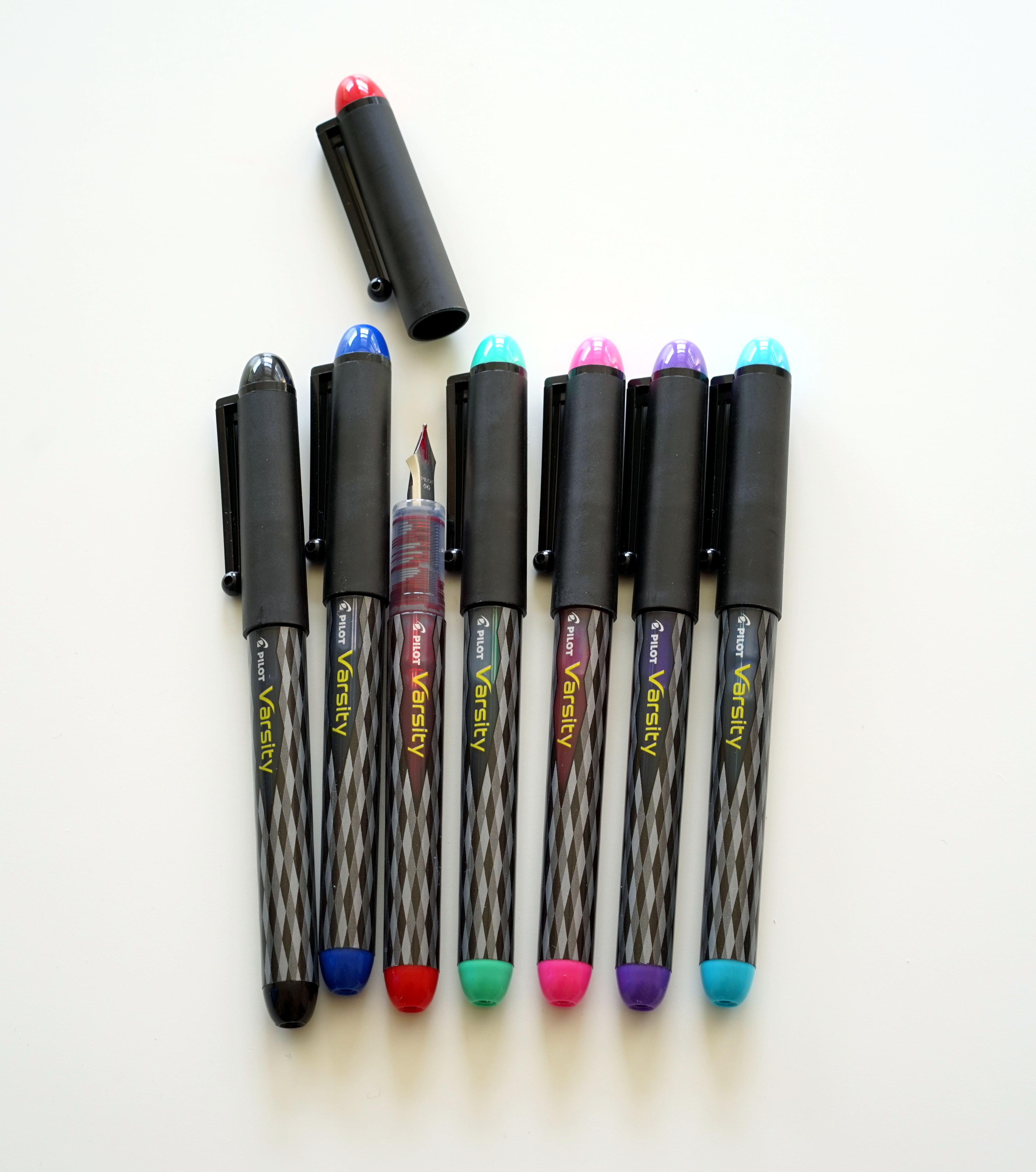
百樂文具的Varsity型超低價墨水筆，是一次性筆型

這兩類筆價格接近下價的全塑膠原子筆，也可以反向傳統認定方便的低價原子筆挑戰，多半被用來教授練習硬筆書法的工具，或者在一些指定是墨水筆的班級的學生練習書寫。

## 鋼筆的保養
最好定期清洗清潔（一般清水即可），嚴重堵塞時需要把筆尖和筆舌抽出來清洗，所以不用時務必把內含墨水清除。

### 纸张
钢笔书写时，纸张不适合使用吸水性不好或者纸面过于粗糙的纸张。节省的成本也不能挽回因为使用劣质纸张而对钢笔造成的损坏，同时钢笔出水的不畅和于纸面产生的不好的声音也会破坏书写者的心情，不利于心平气和地写字创作。
在吸水性不好的纸张书写会让字迹纤细无力，不美观而且也不利于阅读，而且为了在吸水性不好的纸张上保持正常粗细的字迹，需要对笔尖施更大的压力。这令笔尖的铱粒受损更快，也有可能会使笔尖分叉。
纸面过于粗糙会导致出水不流畅，字迹不够连贯。而且钢笔笔尖在对纸面不可避免的摩擦中会蹭出细小的纸屑，这些纸屑在书写时会堵塞钢笔供水，也会在笔迹旁边留下一条细细的墨痕，使字迹不雅观。
选购纸张进行钢笔书写时，应该选用顺滑的纸张（以触摸手感为准），并且要索要样张，进行试写。